# Jean-Claude Bloch
 (mai 2024).
Jean-Claude Bloch, né le 18 octobre 1966 à , est un musicien, trompettiste, enseignant, directeur de fanfare, directeur de conservatoire et directeur artistique vaudois.

## Biographie

### Origines et famille
Jean-Claude Bloch naît le 18 octobre 1966 à Mont-sur-Rolle, dans le district de Nyon (canton de Vaud). Il grandit dans cette commune, puis à Bougy-Villars, dans le district de Morges.
Il est marié et père de deux enfants.

### Formation
Il commence sa formation musicale à l'école de musique de Rolle en 1975 avant de poursuivre ses études de trompette au Conservatoire de musique de Genève dans les classes de Michel Debonneville et Michel Cuvit. Il étudie également la direction avec Pascal Favre au Conservatoire de Lausanne.

### Parcours artistique
Il joue dans plusieurs formations, dont le Collège des Cuivres de Suisse romande, de 1992 à 2007, l'ensemble Point d'Orgue et l'ensemble Ad Libitum, dont il est membre fondateur, ce qui lui permet de se produire dans plusieurs pays d'Europe. Il joue toujours dans l'ensemble Ad libitum (Jean-Claude Bloch, Claude Meynant, Laurent Rossier, Florian Spirito, Jean-Pierre Hartmann, Serge Gros, Serge Schläppi et Bernard Trinchan) et dont le spectacle mis en scène par Nicolas Haut, Délit de cuivre, connaît un certain succès en Suisse et en Europe. Par ailleurs, il dirige plusieurs ensembles, comme la Fanfare d'Aclens (1989-1999, championne vaudoise en 1999 au concours cantonal de la Société Cantonale des Musiques Vaudoises à Granges-Marnand), la Lyre de Vevey (1999-2006), ou la Fanfare de Perroy (1997-2008, championne suisse en deuxième division au concours fédéral de Fribourg en 2001, deuxième en première division au festival de musique légère en 2005). Enfin, depuis 2008, il dirige la Riviera vaudoise, l'un des ensembles de cuivres les plus réputés de Suisse romande, fondé en 1970 par Jean-Louis Schmidt, regroupant des musiciens amateurs de bon niveau et développant un répertoire varié, du classique au jazz en passant par la variété. 
En 2005, son spectacle La Riviera joue les virtuoses, conçu pour les trente-cinq ans de l'ensemble, est donné trente fois dans quinze des plus grandes salles de Suisse romande, accueillant un total de quinze mille spectateurs. D'autres spectacles ont suivi, comme Valse à trois tons (musique, image, théâtre) en 2007-2008, un spectacle sur le thème du cirque en 2011 et une croisière sur le lac Léman avec un conte musical d'Oers Kisfaludy en 2012, La Riviera prend son temps en 2014 avec la troupe de danse Fabrice Martin de Lausanne. Par ailleurs, Jean-Claude Bloch organise concerts, spectacles, revues, théâtre et créations, dans lesquels il intervient ponctuellement comme musicien, tels que Croisière en Vaud (2003) mis en scène par Gérard Demierre, Waltz sur l'onde ou féerie aquatique (2004) spectacle qu'il a imaginé et créé ; il élabore et dirige la rétrospective de la Fête des Vignerons de 1905 avec orchestre d'harmonie et chœur sur la musique de Gustave Doret (2005). Il a aussi imaginé et réalisé[réf. nécessaire]le spectacle Les France'tivités avec la participation de l'Harmonie de Perroy, du chœur Café-Café, de la Québécoise Caroline Desbiens (2006). Il cocrée et co-compose également le spectacle Histoire dans l'air qui réunit cent cinquante-cinq jeunes musiciens de douze à vingt ans avec l'animateur Jean-Marc Richard dans le rôle principal (2006). Enfin, il est l'arrangeur de la Revue de Thierrens de 1992 à 1997.
Jean-Claude Bloch a eu l'occasion de travailler avec des personnalités comme Antoine Auberson, Henri Dès, Roger Bobo, Gérard Demierre, Jean-Claude Gigon, Jean-Marc Richard, Jean-Luc Lehmann, André Charlet, Michel Bühler et dans des projets très variés : concerts, spectacles, CD, musique de chambre, émissions radiophoniques et télévisuelles, etc. 
Jean-Claude Bloch enseigne depuis 1990 à l'École de musique de Nyon et Rolle. Il est directeur adjoint du Conservatoire de l'Ouest vaudois de septembre 2005 à 2009, membre de la commission de musique de la SCMV de 1994 à 2011 puis président de cette société à partir de 2005. Il dirige depuis 1994 l'Ecole de musique de Nyon et l'Ondine Genevoise, encadrant plus de deux cents élèves.
Jean-Claude Bloch a été nommé en octobre 2013 conseiller musical pour la Radio télévision suisse.

## Sources
- « Jean-Claude Bloch », sur la base de données des personnalités vaudoises sur la plateforme « Patrinum » de la Bibliothèque cantonale et universitaire de Lausanne.
- Contocollias, "A l'Ondine genevoise, les jeunes jouent en harmonie", Tribune de Genève, 2013/04/27, p. 28
- Estebe, "Il aime écouter le silence", Tribune de Genève, 2013/04/27, p. 31